# Rychlobruslení na Zimních olympijských hrách 2018 – závod s hromadným startem ženy
Závod s hromadným startem žen na Zimních olympijských hrách 2018 se konal v hale Gangneung Oval v Kangnungu dne 24. února 2018. Nejprve proběhly dvě semifinálové jízdy, ze kterých nejlepší závodnice postoupily do finále. Jednalo se o olympijskou premiéru této disciplíny.
Závod vyhrála Japonka Nana Takagiová, která v Pchjongčchangu vybojovala také zlato ve stíhacím závodě družstev. Další cenné kovy získaly Jihokorejka Kim Po-rum a Nizozemka Irene Schoutenová, pro které to byly první olympijské medaile v kariéře. Češka Nikola Zdráhalová skončila osmá.

## Výsledky

### Semifinále
Z každé ze dvou semifinálových jízd postoupilo osm nejlepších závodnic do finále.
| Pořadí | Jméno                            | Země                   | Sprint. body | Čas              | Postup |
| ------ | -------------------------------- | ---------------------- | ------------ | ---------------- | ------ |
| 1.     | Francesca Lollobrigidová         | Itálie                 | 68           | 8:54,19          | Finále |
| 2.     | Kuo Tan                          | Čína                   | 43           | 8:54,20          | Finále |
| 3.     | Keri Morrisonová                 | Kanada                 | 21           | 8:54,25          | Finále |
| 4.     | Irene Schoutenová                | Nizozemsko             | 5            | 8:54,94          | Finále |
| 5.     | Nana Takagiová                   | Japonsko               | 5            | 8:55,14          | Finále |
| 6.     | Kim Po-rum                       | Jižní Korea            | 4            | 9:22,21          | Finále |
| 7.     | Mia Manganellová                 | Spojené státy americké | 1            | 8:54,52          | Finále |
| 8.     | Marina Zujevová                  | Bělorusko              | 0            | 8:54,38          | Finále |
| 9.     | Elena Møllerová-Rigasová         | Dánsko                 | 0            | 8:54,39          |        |
| 10.    | Laura Isabel Gomezová Quinterová | Kolumbie               | 0            | 8:54,99          |        |
| 11.    | Magdalena Czyszczońová           | Polsko                 | 0            | 8:56,66          |        |
| 12.    | Ramona Härdiová                  | Švýcarsko              | 0            | 2:49,59 (4 kola) |        |

| Pořadí | Jméno                     | Země                   | Sprint. body | Čas             | Postup |
| ------ | ------------------------- | ---------------------- | ------------ | --------------- | ------ |
| 1.     | Nikola Zdráhalová         | Česko                  | 60           | 8:32,22         | Finále |
| 2.     | Annouk van der Weijdenová | Nizozemsko             | 40           | 8:32,31         | Finále |
| 3.     | Li Tan                    | Čína                   | 24           | 8:32,49         | Finále |
| 4.     | Claudia Pechsteinová      | Německo                | 5            | 8:35,59         | Finále |
| 5.     | Heather Bergsmaová        | Spojené státy americké | 5            | 8:38,19         | Finále |
| 6.     | Francesca Bettroneová     | Itálie                 | 5            | 8:38,69         | Finále |
| 7.     | Saskia Alusaluová         | Estonsko               | 3            | 8:35,58         | Finále |
| 8.     | Luiza Złotkowská          | Polsko                 | 3            | 9:08,41         | Finále |
| 9.     | Pak Či-u                  | Jižní Korea            | 1            | 8:33,43         |        |
| 10.    | Ivanie Blondinová         | Kanada                 | 1            | 8:53,92         |        |
| 11.    | Taťjana Michajlovová      | Bělorusko              | 0            | 8:33,93         |        |
| 12.    | Ajano Satóová             | Japonsko               | 0            | 4:49,19 (8 kol) |        |

### Finále
| Pořadí           | Jméno                     | Země                   | Sprint. body | Čas     |
| ---------------- | ------------------------- | ---------------------- | ------------ | ------- |
| Zlatá medaile    | Nana Takagiová            | Japonsko               | 60           | 8:32,87 |
| Stříbrná medaile | Kim Po-rum                | Jižní Korea            | 40           | 8:32,99 |
| Bronzová medaile | Irene Schoutenová         | Nizozemsko             | 20           | 8:33,02 |
| 4.               | Saskia Alusaluová         | Estonsko               | 15           | 8:47,46 |
| 5.               | Li Tan                    | Čína                   | 6            | 8:50,48 |
| 6.               | Marina Zujevová           | Bělorusko              | 3            | 8:41,73 |
| 7.               | Francesca Lollobrigidová  | Itálie                 | 1            | 8:33,30 |
| 8.               | Nikola Zdráhalová         | Česko                  | 1            | 8:41,35 |
| 9.               | Luiza Złotkowská          | Polsko                 | 1            | 8:47,34 |
| 10.              | Kuo Tan                   | Čína                   | 0            | 8:33,90 |
| 11.              | Heather Bergsmaová        | Spojené státy americké | 0            | 8:35,80 |
| 12.              | Keri Morrisonová          | Kanada                 | 0            | 8:41,38 |
| 13.              | Claudia Pechsteinová      | Německo                | 0            | 8:41,45 |
| 14.              | Annouk van der Weijdenová | Nizozemsko             | 0            | 8:42,19 |
| 15.              | Mia Manganellová          | Spojené státy americké | 0            | 8:54,40 |
| 16.              | Francesca Bettroneová     | Itálie                 | 0            | 9:04,82 |